# Binalbagan
Binalbagan is een gemeente in de Filipijnse provincie Negros Occidental. Bij de laatste census in 2007 had de gemeente bijna 65 duizend inwoners.

## Geografie

### Bestuurlijke indeling
Binalbagan is onderverdeeld in de volgende 16 barangays:
| - Amontay - Bagroy - Bi-ao - Canmoros - Enclaro - Marina - Paglaum - Payao | - Progreso - San Jose - San Juan - San Pedro - San Teodoro - San Vicente - Santo Rosario - Santol |

## Demografie
Binalbagan had bij de census van 2007 een inwoneraantal van 64.747 mensen. Dit zijn 6.467 mensen (11,1%) meer dan bij de vorige census van 2000. De gemiddelde jaarlijkse groei komt daarmee uit op 1,46%, hetgeen lager is dan het landelijk jaarlijks gemiddelde over deze periode (2,04%). Vergeleken met de census van 1995 is het aantal mensen met 10.083 (18,4%) toegenomen.